# Todd Hodne
Todd Steven Hodne (23 de abril de 1959 – 29 de abril de 2020) foi um linebacker de futebol americano e criminoso condenado de Wantagh, Long Island, New York.
Hodne ganhou notoriedade após um número de ataques sexuais que ele cometeu enquanto atendia a Penn State University, assim como em sua cidade natal; ele cometeu no mínimo doze estupros e agressões sexuais entre 1978 e 1979. Em 1987 Hodne matou um motorista de táxi durante um assalto e foi condenado por assassinato, passando o resto de sua vida na prisão. Um extenso artigo publicado na ESPN.com por Tom Junod e Paula Lavigne em 2022 levou ao interesse nacional nos crimes de Hodne e sua conexão ao Penn State Football, que já havia passado por outra controvérsia relacionada a ataques sexuais anos antes envolvendo o treinador assistente Jerry Sandusky (que, por coincidência, estava dentre os funcionários na época dos ataques de Hodne).

## Passado
Hodne jogava como linebacker no time de futebol da St. Dominic High School em Oyster Bay, New York. Ele foi recrutado para Penn State onde, como calouro, ele jogou em ao menos sete jogos, incluindo a Fiesta Bowl de 1977. No verão antes do seu segundo ano, ele e dois amigos de Long Island invadiram e roubaram uma loja de discos; depois de ser preso com acusações de furto, ele foi suspenso do time pela temporada, porém o treinador Joe Paterno disse que ele podia voltar ao time "se ele tiver um bom ano acadêmico e nos provar que [o roubo] foi um erro."

## Convicção de estupro
Depois veio a tona que Hodne havia abusado sexualmente ao menos duas estudantes de Penn State enquanto estudava na universidade. Ele foi trazido a julgamento pelo segundo caso, sendo condenado. Ao invés de ser enviado para custódia antes da sentença, Hodne foi permitido uma fiança e voltou para casa. Então, ele voltou ao seu comportamento predatório e foi preso em maio de 1979 em quatro acusações de estupro, além de outras acusações. Hodne entrou em um acordo de delação em setembro mesmo ano onde se decarou culpado de duas das acusações de estupro assim como duas de abuso sexual e uma de roubo em segundo-grau. Ele foi sentenciado a um mínimo de sete anos e um máximo de vinte e um anos, que deveriam ser servidos consecutivamente com sua convicção da Pensilvânia.

## Liberdade condicional
Em 1986, Hodne foi elegível à liberdade condicional. Mesmo com as objeções do promotor de Nassau County que julgou o caso, que escreveu uma carta ao conselho de liberdade condicional da Unidade Correcional Leste de Nova York, onde ele estava cumprindo sua pena, detalhando a série de estupros cometidos por Hodne quando ele voltou pra Wantagh da Pensilvânia, o conselho votou por unanimidade dar a liberdade para Hodne. Ele novamente voltou a Wantagh, onde arranjou um emprego na companhia de melhorias de casas de sua família, e começou a ver um terapeuta regularmente.
Porém, Hodne repetidamente violava os termos de sua liberdade condicional. Ele se viciou em cocaína, perdeu o emprego, e parou de ir para a terapia. ele foi expulso do apartamento de sua namorada em Bethpage após a senhoria descobriu que ele estava vivendo ali, depois deixou um centro de reabilitação após uma semana.

## Assassinato
Em 11 de agosto de 1987, Hodne chamou um táxi para o buscar em um restaurante White Castle em Huntington, New York. O motorista era um homem chamado Jeffrey Hirsch, que era casado, tinha quatro filhos e tinha se mudado de volta para Long Island para cuidar de sua mãe doente. Hirsch levou Hodne para uma rua ao lado do Walt Whitman Mall, Onde Hodne puxou uma faca e tentou o assaltar. Os dois homens lutaram, e no meio da briga Hodne dominou Hirsch e o estrangulou, quebrando o osso hióide do pescoço de Hirsch.
Após um morador chamar o 911, Hodne fugiu da cena e foi eventualmente pego por uma unidade K9. Ele forjou uma história em que ele e Hirsch estavam tentando arranjar drogas, que deixou ele ir embora com uma garantia para casa. Seu agente de condicional, Lenny Smith, depois o visitou para checar nele, e Hodne o contou a mesma história. Porém, o irmão de Hodne achava que ele estava mentindo e falou isso para o agente.
Hirsch ficou com morte cerebral por causa do ataque e foi desconectado do suporte de vida seis dias depois. Hodne foi preso e condenado pelo assassinato, alegando auto-defesa. Ele foi condenado pelo assassinato e recebeu uma sentença de 25 anos até prisão perpétua. Ele depois retratou a alegação de auto-defesa na sua primeira e única audiência de condicional na condenação de assassinato.

## Morte
Hodne morreu em 29 de Abril de 2020 de câncer.